# Harloth
Harloth ist ein Gemeindeteil der Gemeinde Mistelgau im Landkreis Bayreuth (Oberfranken, Bayern). Harloth liegt in der Gemarkung Plösen.

## Geografie
Der Weiler liegt am Fuße der Neubürg (586 m ü. NHN, 1 km südwestlich), die zu den nördlichen Ausläufern der Fränkischen Schweiz zählt. Östlich des Ortes grenzt das Waldgebiet Pfanne an, unmittelbar nördlich entspringt der Kaupersbach, ein linker Zufluss der Weides, die links in die Truppach mündet. Eine Gemeindeverbindungsstraße führt die Kreisstraße BT 2 kreuzend nach Gollenbach (0,7 km südöstlich).

## Geschichte
Gegen Ende des 18. Jahrhunderts gab es in Harloth 6 Anwesen. Die Hochgerichtsbarkeit und die Dorf- und Gemeindeherrschaft stand dem bayreuthischen Stadtvogteiamt Bayreuth zu. Es war auch Grundherr über 2 Anwesen (1 Halbhof, 1 Tropfhaus). Die übrigen 4 Anwesen (3 Halbhöfe, 1 Drittelhof) waren freieigen.
Von 1797 bis 1810 unterstand der Ort dem Justiz- und Kammeramt Bayreuth. Infolge des Gemeindeedikts wurde Harloth dem 1812 gebildeten Steuerdistrikt Mistelgau zugewiesen. Zugleich entstand die Ruralgemeinde Harloth. Sie war in Verwaltung und Gerichtsbarkeit dem Landgericht Bayreuth zugeordnet und in der Finanzverwaltung dem Rentamt Bayreuth. Mit dem Gemeindeedikt von 1818 wurde Harloth in die  Gemeinde Plösen eingegliedert. Am 1. Januar 1972 wurde diese im Zuge der Gebietsreform in Bayern in die Gemeinde Mistelgau eingegliedert.

### Einwohnerentwicklung
| Jahr      | 001819 | 001822 | 001861 | 001871 | 001885 | 001900 | 001925 | 001950 | 001961 | 001970 | 001987 |
| Einwohner | 20     | 46     | 38     | 36     | 30     | 28     | 25     | 30     | 41     | 71     | 30     |
| Häuser    |        | 6      |        |        | 6      | 6      | 6      | 7      | 8      |        | 8      |
| Quelle    | [ 9 ]  | [ 6 ]  | [ 10 ] | [ 11 ] | [ 12 ] | [ 13 ] | [ 14 ] | [ 15 ] | [ 16 ] | [ 17 ] | [ 1 ]  |

## Religion
Harloth ist seit der Reformation evangelisch-lutherisch geprägt und nach St. Jakob (Obernsees) gepfarrt.